# ブラック湖 (サスカチュワン州)
ブラック湖（ブラックこ）はカナダのサスカチュワン州北部にある湖。
ウォラストン湖からのフォンデュラク川が東から注ぎ、北へ流れ出す。ブラック湖から流れ出したフォンデュラク川は西のアサバスカ湖へ注いでいる。他の流入河川はクリー湖からのクリー川、セルウィン湖からのチップマン川などがある。
コミュニティ、ブラックレイクが湖北西岸、フォンデュラク川の流出場所付近にある。